# Faba setosa
Faba setosa är en kräftdjursart som beskrevs av Hugo Frederik Nierstrasz och Brender à Brandis 1930. Faba setosa ingår i släktet Faba och familjen Cryptoniscidae.
Artens utbredningsområde är Kalifornien. Inga underarter finns listade i Catalogue of Life.